# Украинцы в ЮАР
Украинцы в ЮАР — одна из этнических общин на территории Южно-Африканской Республики, одна из немногих украинских диаспор на Африканском континенте. Основной организацией, объединяющей украинцев в ЮАР является Украинская диаспора Южной Африки, официально зарегистрированная в 2015 году. Местами компактного проживания являются города Йоханнесбург, Кейптаун и Претория.

## История
В Южно-Африканской Республике не было процессов формирования исторической украинской диаспоры, по причине отсутствия организованной иммиграции в эту страну в начале XX века, после Первой и Второй мировых войн как это происходило в некоторых государствах Европы, Северной и Южной Америки. В ЮАР немногочисленная украинская диаспора объединялась в основном вокруг посольства и консульства.
По ориентировочным подсчетам на территории ЮАР проживает около 1000 граждан ЮАР украинского происхождения и граждан Украины. На консульском учете постоянно или временно пребывают 320 человек. Местами компактного проживания являются города Йоханнесбург, Кейптаун и Претория.

## Украинские организации
События, происходившие на Украине в 2013-2014 годах, стали фактором, который способствовал объединению украинцев, в результате чего, в июле 2015 года официально зарегистрирована организация Украинская диаспора Южной Африки (УДПА), которая имеет три географические ячейки: Йоханнесбург, Кейптаун и Претория.
УДПА видит своими основными приоритетами: объединение и поддержка украинцев, проживающих и находящихся в Южной Африке; распространение украинства, украинского языка и защита интересов Украины на территории ЮАР; содействие налаживанию научно-образовательных, культурных, социальных и экономических связей между Украиной и ЮАР; гуманитарную помощь украинцам и сотрудничество с другими неправительственными и международными организациями для осуществления гуманитарной деятельности на Украине.
Усилиями диаспоры и благодаря активной поддержке посольства Украины в ЮАР ежегодно, начиная с 2013 года, проводятся различные акции, такие, как празднование Дня Независимости, благотворительные концерты, показ фильмов, манифестации в День Соборности Украины; по украинской литературе — чтение стихов и чествования Тараса Шевченко, Ивана Франко и др.; раскрашивание писанок, организация украинского вертепа, празднование Дня казачества и другие. Ведется работа по созданию детского театра, открыта воскресная украинская школа в Кейптауне.
Украинская община в ЮАР также активно участвует в мероприятиях других общин, с которыми постоянно обменивается опытом, с целью сделать свои акции ещё более полезными и яркими, привлечь внимание южноафриканцев к Украине и украинской культуре.
УДПА объединяет людей самых разных профессиональных сфер: предпринимателей, бизнесменов, ученых, врачей, инженеров, переводчиков, артистов, деятелей культуры, преподавателей, однако большинство украинцев занимаются собственным бизнесом или работают в компаниях, связанных с постсоветскими рынками.

## Обеспечение культурных, языковых, религиозных и других прав
Следует отметить, что граждане ЮАР украинского происхождения и граждане Украины, которые проживают в ЮАР, интегрированы в южноафриканское общество. Этнические украинцы в силу своей немногочисленности практически не представлены среди политической, правительственной, деловой, научной, культурной элиты страны пребывания.
Законодательными актами ЮАР представителям национальных меньшинств обеспечивается право на использование родного языка, получения им образования и предоставления разъяснений в случае ареста, задержания и предъявления обвинений. Также гражданам ЮАР, представителям этнических меньшинств гарантируется право на уважение их культурных традиций, участие в традиционных культурных собраниях и создание своих национальных организаций.
Следует отметить, что среди украинской диаспоры наблюдается достаточно высокий процент людей с высшим образованием. Украинцы Южной Африки, как правило, свободно владеют языком африкаанс и английским языком, некоторые пытаются участвовать в общественной жизни страны. В религиозном отношении украинская диаспора в ЮАР делится на православную и греко-католическую. Несмотря на значительное присутствие греко-католиков в Южной Африке, православных украинцев в ЮАР больше.
Молодое поколение украинцев, которые родились в ЮАР, постепенно «растворяется» в местной среде и все больше ассоциирует себя с южноафриканцами европейского происхождения, забывая об украинских корнях. Это представляет реальную угрозу исчезновения украинской общины в Южной Африке за сравнительно непродолжительный исторический промежуток времени. Однако определённые положительные сдвиги в этом направлении произошли после 2004 года, когда было создано управление по связям с зарубежными украинцами при МИД Украины, разработана концепция и программа сотрудничества с диаспорой и выделены средства.
В ЮАР в целом ценят образование, поэтому многие организации требуют преподавателей, научных исследователей и специалистов. Некоторое время в Южно-Африканской Республике работала система рабочих виз для людей с «особыми навыками» — то есть для специалистов, в которых нуждаются компании и организации.
Вместе с тем следует отметить, что, несмотря на небольшое количество украинской диаспоры, отсутствие надлежащей финансовой поддержки со стороны Украины и множество насущных проблем, в последнее время среди молодого поколения украинцев, проживающих в ЮАР, значительно увеличился интерес к Украине, в частности её истории, культуре и традициям, постепенно растет количество людей, которые признают себя украинцами, либо украинское происхождение.